# Домінік
Доміні́к (лат. Dominicus, «господній») — чоловіче особове ім'я. 
Походить від латинського слова «Домінус» (лат. Dominus) — «Господь, Бог». Поширене в протестантських і католицьких країнах, а також у Румунії, Молдові, Греції та на Кіпрі. Найвідоміший носій — Домінік де Гусман (святий Домінік, засновник Ордену домініканців). Іншомовні форми — Доменіко (в італійській мові), Домінго (в іспанській мові), Домінгуш (у португальській мові), Доменек (у каталанській мові), Домінікс (у латиській мові), Домінікас (у литовській мові), Домінікос (у грецькій мові). Жіноча форма — Домініка (в італійській мові — Доменіка, в іспанській та португальській мовах — Домінга). 

## Відомі носії імені
- Домінік де Гусман (святий Домінік)
- Домінік-Жозеф Рене Вандам
- Домінік Єронім Радзивілл
- Домінік Адія
- Домінік Аегертер
- Домінік Александр Годрон
- Домінік Барателлі
- Домінік Бартошевич
- Домінік Блан
- Домінік Вейд
- Домінік Веннер
- Домінік Вест
- Домінік Віван-Денон
- Домінік Вільчек
- Домінік Віндіш
- Домінік Гайнріх
- Домінік Гашек
- Домінік Говард
- Домінік Граняк
- Домінік Грів
- Домінік Гізін
- Домінік Дейл
- Домінік Доз
- Домінік Дука
- Домінік Ентоні Антонеллі
- Домінік Ербані
- Домінік Зброжек
- Домінік Канает
- Домінік Колонна
- Домінік Крус
- Домінік Кубалик
- Домінік Лампсоніус
- Домінік Ланг
- Домінік Ландертінгер
- Домінік Лі Падвілл Горі
- Домінік Магоні
- Домінік МакЕлліґот
- Домінік Мальте
- Домінік Мамберті
- Домінік Марог
- Домінік Машин
- Домінік Миколай Радзивілл
- Домінік Молль
- Домінік Монаган
- Домінік Мосеану
- Домінік Мур
- Домінік Міллер
- Домінік Олександр Казановський
- Домінік Орі
- Домінік П'єр Де ля Фліз
- Домінік Перселл
- Домінік Потоцький
- Домінік Рааб
- Домінік Рейгард
- Домінік Рошто
- Домінік Санда
- Домінік Сейтерль
- Домінік Соланке
- Домінік Строг-Енгель
- Домінік Стросс-Кан
- Домінік Суейн
- Домінік Сухий
- Домінік Сімон
- Домінік Тім
- Домінік Фурман
- Домінік Філіу
- Домінік Цетнер
- Домінік Шасар
- Домінік Шервуд
- Домінік де Вільпен